# ロザリンド・エリコット

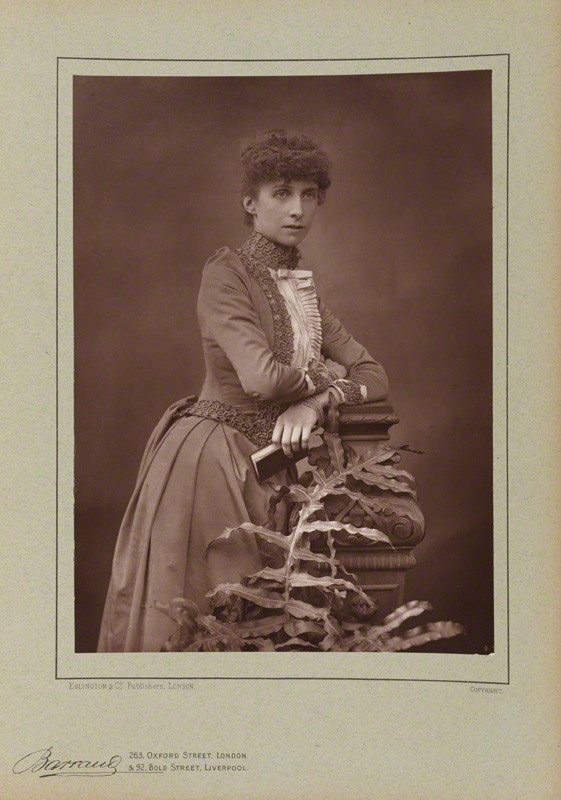
ロザリンド・エリコット, 1890

ロザリンド・エリコット（Rosalind Ellicott, 1857年 - 1924年）は、イギリスの女性作曲家。

## 略歴
ケンブリッジに生まれる。父親はグロスターやブリストルの主教であり、音楽にはまるで関心がなかった。一方、母親は声楽家で、ロンドン・ヘンデル協会やグロスター・フィルハーモニー協会の創設に関わっている。
1874年から1876年まで英国王立音楽院にてピアノをフレデリック・ウェストレイクに師事。在学中は、ウィリアム・スタンデール・ベネット門下のトマス・ウィンガムにも7年間師事した。
最初の出版作品は、1883年に発表された《小品集（Sketch）》である。その後は合唱と管弦楽のための野心的な作品を作曲するようになり、伝統的に構成されたロマンティックな雰囲気の作品を手懸けた。多くの作品がグロスターの音楽祭で上演されるようになる中、19世紀末までに室内楽に関心を寄せるようになる。どうやらもっと演奏の機会が増えることを望んでいたらしい。とはいえ1900年ごろになると、時として世間から距離をとり始め、第一次世界大戦後は南の沿岸部に移り、1924年にシーソルターにて他界した。ケント州はバーチントン・オン・シーの教会の付属墓地にある実家の墓所に埋葬されている。

## 作品
こんにちまで現存するエリコット作品は多くない。多少の歌曲や器楽曲を別とすれば、出版譜として残されたことが分かっているのは、カンタータ《エーリュシオン (Elysium》《歌の誕生 (The Birth of Song)》のほかに、《ピアノ三重奏曲 第1番》（不完全な出版譜）および《第2番》（完全な出版譜）である。
同時代からは好意的な評価を受けており、ヒューバート・パリーは「金管楽器の扱いに手馴れており、まるで20年間も携わってきたかのようだ」と述べており、中には、男性作曲家の作品よりも優れているとの感想を漏らす者もいた。
現存する作品の多くは、重厚なテクスチュアと豊かな楽器法によって練り上げられた、ブラームス風の濃密で精緻な作曲様式を採っていて、たとえば《ピアノ三重奏曲 第2番》のような室内楽曲にもこのような特色が見受けられる。